# Reial Societat Geogràfica
La Reial Societat Geogràfica és una associació sense ànim de lucre de gran importància científica, creada amb el nom de Societat Geogràfica de Madrid el 1876 amb seu a Madrid.
El seu objectiu és la difusió del coneixement geogràfic així com la seva investigació i estudi, principalment d'Espanya i els països lligats a ella per motius culturals o lingüístics.

## Història
L'antecedent de l'actual Reial Societat Geogràfica va ser la Societat Geogràfica de Madrid, constituïda el 2 de febrer de 1876, sent el seu primer President Fermín Caballero, que havia estat Alcalde de Madrid i Ministre, prestigiós catedràtic de Geografia a la Universitat Central de Madrid.
La Societat madrilenya adquireix el títol de Reial el 18 de febrer de 1901 i passa a denominar-se Reial Societat Geogràfica. Va continuar així un recorregut similar a altres societats creades en altres països europeus durant els dos últims terços del segle xix i que, en moltes ocasions, desvetllaven, no només el nou interès científic del moment, sinó també els interessos polítics de les potències colonials per tenir un coneixement més precís del seu territori. Proliferaren Societats similars arreu d'Espanya, totes després absorbides per aquesta: la Societat Espanyola per a l'Exploració d'Àfrica o la Sociedad Espanyola d'Africanistes i Colonialistes.
Al llarg dels anys la societat va ser impulsora d'importants projectes, com el de Manuel Iradier y Bulfy a Guinea Equatorial o Joaquim Gatell i Folch i altres al Marroc. El 1922 va ser una de les entitats cofundadores de la Unió Geogràfica Internacional

## Activitats, composició, govern i serveis
Les seves activitats se centren en l'estudi, les conferències, els debats, així com en la divulgació per qualsevol mitjà dels coneixements específics, a més de col·laborar amb les institucions oficials en l'elaboració dels plans d'estudi de Geografia, així com emetre informes.
Està integrada per quatre tipus de socis: els de nombre (que poden ser vitalicis si aporten una quantitat fixa estipulada), que són aquells que reuneixen les condicions segons els seus estatuts i tenen dret a vot; els socis honoraris, a proposta de la mateixa societat, per tots aquells que hagin realitzat una aportació significativa a la Societat o a la ciència; els socis protectors, que són aquells que ajuden a finançar amb una quantia mínima la Societat i que poden ser particulars, empreses o altres entitats públiques i privades; i els estudiants, és a dir, tots aquells que cursin estudis superiors sobre Geografia.
El govern ordinari de la societat ho exerceix una Junta Directiva composta per vint-i-quatre vocals, un President, quatre Vicepresidents, un Tresorer, un Bibliotecari, un Secretari general i dos Secretaris Adjunts, escollits pels socis. Des de 2002 el seu President és Juan Velarde Fuertes.
La Societat compta amb un butlletí periòdic, a més de publicacions especialitzades, incloses les edicions en facsímil d'obres del seu fons que conté més d'11.000 llibres.
És membre de la Unió Geogràfica Internacional (UGI), l'Associació Europea per a la Geografia (EUGEO), l'Associació Europea de Geògrafs (EUROGEO) i des de 2007 de la xarxa internacional HERODOT.

## Presidents de la Reial Societat Geogràfica
- Fermín Caballero (24/03/1876 - 17/06/1876)
- Francisco Coello (12/11/1876 - 12/05/1878)
- Joaquín Gutiérrez Rubalcava (12/05/1878 - 17/05/1879)
- Antonio Cánovas del Castillo (17/05/1879 - 08/05/1881)
- Eduard Saavedra i Moragas (08/05/1881 - 08/05/1883)
- Ángel Rodríguez de Quijano y Arroquia (08/05/1883 - 12/05/1885)
- Segismundo Moret (12/05/1885 - 24/05/1887)
- Francisco de Borja Queipo de Llano, comte de Toreno (24/05/1887 - 29/05/1889)
- Francisco Coello (29/05/1889 - 30/09/1898 †)
- Federico Botella (30/09/1898 - 6/06/1899)
- Cesáreo Fernández Duro (6/06/1899 - 5/06/1908)
- Julián Suárez Inclán (5/06/1908 - 09/03/1909)
- Víctor Maria Concas i Palau (09/03/1909 - 22/06/1909)
- Marcelo de Azcárraga (30/06/1909--/30/05/1915)
- Francisco Javier Ugarte Pagés (21/06/1915 - 27/06/1919)
- Francisco Bergamín García (29/10/1919 - 05/12/1927)
- Pío Suárez Inclán (30/01/1928 - 09/06/1930)
- Eloy Bullón Fernández (09/06/1930 - 13/06/1932)
- Gregorio Marañón y Posadillo (13/06/1932 - 25/06/1934)
- Luis Rodríguez de Viguri (25/06/1934 - 18/07/1936)
- Sense president (fins a 1939 no es tornarà a elegir)
- Antonio Aranda Mata (8/01/1939 - 08/02/1943)
- Pedro de Novo y Fernández Chicarro (08/02/1943 - 31/05/1950)
- Francisco Bastarreche Díez de Bulnes (31/05/1950 - 28/05/1962)
- Carlos Martínez de la Torre (28/05/1962 - 13/01/1964)
- Ángel González de Mendoza Dorvier (13/01/1964 - 2/06/1975)
- José María Torroja y Menéndez (2/06/1975 - 20/12/1994)
- Rodolfo Núñez de las Cuevas (20/12/1994-23/09/2002)
- Juan Velarde Fuertes (23/09/2002)